# فلدهورشت
فلدهورشت (به آلمانی: Feldhorst) یک شهر در آلمان است که در Stormarn واقع شده‌است. فلدهورشت ۵۹۷ نفر جمعیت دارد.